# Cmentarz staroluterański w Toruniu
Cmentarz staroluterański w Toruniu – nieistniejący cmentarz wyznania protestanckiego, znajdujący się na Chełmińskim Przedmieściu w Toruniu. 

## Historia
W latach 40. XIX wieku toruńska gmina staroluterańska rozpoczęła starania o przyznanie terenu pod cmentarz parafialny. We wrześniu tego samego roku gmina wystąpiła do Rady Miejskiej z prośbą o zgodę na użytkowanie zakupionego terenu w charakterze cmentarza wyznaniowego. Zgoda została udzielona kilka miesięcy później. Staroluteranie byli gospodarzami cmentarza do końca II wojny światowej, po której jego opiekunem (formalnie od 1947 roku) została parafia ewangelicko-augsburska w Toruniu.
Pochówki na cmentarzu miały miejsce do 1962 roku. W 1966 roku prasa apelowała o jego likwidacji. Cmentarz został zaniedbany, pozostałe nagrobki traktowano jako źródło surowca. W 1991 roku cmentarz wpisano do rejestru zabytków. W związku z rozwojem Osiedla Młodych w 1992 roku cmentarz zlikwidowano. Na jego miejscu powstał skwer (od 11 listopada 2011 roku noszący nazwę skweru Inwalidów Wojennych). Z nagrobków, jakie w momencie likwidacji cmentarza znajdowały się na jego terenie, utworzono lapidarium na terenie cmentarza św. Jerzego. 